# Berliet PS
Unter der Typenbezeichnung Berliet PS wurden vom französischen Kraftfahrzeughersteller Berliet in Lyon ab 1938 Fahrgestelle insbesondere für Omnibusse, aber auch sonstige Nutzfahrzeuge mit Tiefbettrahmen gebaut.

## Geschichte und Technik
Der Berliet PS (S steht für surbaisse = tiefergelegt) war ursprünglich eine Variante der VD-Baureihe mit Tiefbettrahmen. Es gab von ihm mehrere Varianten.

### Berliet PS6
Er hatte einen wassergekühlten Vierzylinder-Dieselmotor des Typs MDFC: Bohrung × Hub 110 × 150 mm, Hubraum 5702 cm³, steuerlich 15 CV, die bei 1800/min entwickelte effektive Höchstleistung wird – damaliger Sitte in Frankreich entsprechend – nicht genannt. Das bloße Fahrgestell ohne Aufbauten wog 2750 oder 2950 kg, das zulässige Gesamtgewicht betrug je nach Ausführung zwischen 6500 und 8000 kg. Der Radstand maß 4,275 oder 4,875 m, Gesamtlänge 6,885 oder 7,655 m, die Breite 2,20 m. Die allgemeine Betriebserlaubnis wurde im Dezember 1937 erteilt. Bezüglich der übrigen technischen Daten wird auf die Info-Box verwiesen.
Vom PS6 wurden drei Serien in der Folgezeit gebaut.

### Berliet PS22
Er hatte einen Vierzylinder-Ottomotor des Typs MKB3: Bohrung × Hub 110 × 154,8 mm, Hubraum 5884 cm³, steuerlich 22 CV, Leistung 75 PS bei 2000/min, Fahrgestell ohne Aufbauten 2650–2800 kg, Maximalgewicht 6900–8000 kg, andere Maße wie beim PS6 Die allgemeine Betriebserlaubnis wurde im Oktober 1938 erteilt. Auch hier gab es drei Serien, ferner mit dem Namen PS22 Incendie eine Variante als Feuerlöschfahrzeug.

### Berliet PSG16
Der Berliet PSG16 hatte einen wassergekühlten Vierzylinder-Holzgasmotor des Typs MKBG: Bohrung × Hub 110 × 154,8 mm, Hubraum 5884 cm³, steuerlich 16 CV, die bei 1800/min effektiv erreichte Höchstleistung wird in den Quellen nicht angegeben. Die Karosserie war wegen der zusätzlichen für die Holzvergasung erforderlichen Apparaturen (die im Heck des Fahrzeugs untergebracht waren) länger uns schwerer als das des PCKB, das Gewicht ohne Aufbauten lag bei 3310 kg, das Maximalgewicht betrug 7400–8000 kg, der Radstand 4,875 m, die Länge 7,855 m,.

### Stückzahlen
Von allen Varianten zusammen wurden 139 Stück 1938, 126 Stück 1939 und 3 Stück 1940, also insgesamt 268 Stück hergestellt.

### Originalquellen
Eine Publikation, in der alle vor 1945 gebauten Berliet-Typen individuell abgehandelt wären, gibt es nicht. Neben der unten erwähnten Literatur wurde auf folgende in der Fondation Berliet verwahrte Originalunterlagen zurückgegriffen:
- "Fiches des Mines": Es handelt sich um die Unterlagen zur Erteilung einer allgemeinen Betriebserlaubnis, hierfür ist in Frankreich der "Inspecteur des mines" sachlich zuständig. Diese Unterlagen sind chronologisch geordnet und nummeriert. Nicht zu jedem Typ bzw. Variante gibt es entsprechende Unterlagen, teils, weil sie wohl als Untervarianten eines Typs verstanden wurden, für den eine gesonderte Erlaubnis nicht erforderlich war, teils wohl, weil diese Unterlagen im Laufe der letzten 100 Jahre verlorengegangen sind. Bei Militärtypen gibt es Hinweise, dass eine Betriebserlaubnis direkt durch militärische Dienststellen erfolgte, was entsprechende "fiches des mines" überflüssig machte. Die Quellenbezeichnung lautet: "Fiches No...."
- "Etat des véhicules utilitaires et autobus declares aux mines depuis 1920", eine 15-seitige Zusammenstellung vom 1. Dezember 1941, enthält insbesondere die reservierten Chassisnummernbänder, die jedoch vielfach nicht vollständig ausgeschöpft wurden, einige Typen bzw. Varianten werden nicht erwähnt, Quellenbezeichnung lautet: "Etat S..."
- "Nombre de véhicules construits de 1930 à 1942", siebenseitige Zusammenstellung der zwischen 1930 und 1942 gebauten Stückzahlen an Nutzfahrzeugen, erstellt wohl 1943, erste Seite teilweise irreparabel verderbt, teilweise werden mehrere Typen bzw. Varianten zusammengefasst, Quellenbezeichnung lautet: "Nombre S...."

### Sonstige Literatur
- Monique Chapelle: Berliet. 1. Auflage. EMCE, Saint-Chamond 2016, ISBN 978-2-35740-049-8.
- Christophe Puvilland: Berliet 1905–1978, toute la gamme omnibus, autocars, autobus et trolleybus. 1. Auflage. histoire&collections, Paris 2008, ISBN 978-2-35250-059-9.
- François Vauvillier: Tous les Berliet militaires 1914–1940, vol.1: les camions. histoire&collections, Paris 2019, ISBN 978-2-35250-496-2.